# Rukhshana
Hamida Assil (k. ngày 1 tháng 1 năm 1940 – ngày 20 tháng 12 năm 2020), nổi tiếng qua cái tên Rukhshana, là một ca sĩ người Afghanistan. Bà được coi là một trong những nữ ca sĩ Afghanistan đầu tiên và gây tiếng vang trong giới âm nhạc nước này trong suốt thập niên 1950 và 1970.

## Tiểu sử
Rukhshana (tên khai sinh là Hamida) chào đời tại Kabul, là con gái của Assil Khan Waziri, một vị tướng 4 sao trong Quân đội Afghanistan. Bà vốn là dân gốc bộ tộc Wazir người Pashtun. Gia đình bà ban đầu xuất thân từ vùng phía nam của Afghanistan, sau vì cảnh chiến loạn nên đành phải di cư đến thủ đô Kabul. Bà được cho là người phụ nữ Afghanistan đầu tiên cởi bỏ chador nhằm theo đuổi sự nghiệp ca hát suốt đời mình. Rukhshana từng góp mặt trong những buổi trình diễn âm nhạc dành cho hoàng tộc Afghanistan, quốc vương Iran, nguyên thủ Cộng hòa Séc, lãnh tụ Mahatma Gandhi và tay đua xe đạp Lance Armstrong.
Khi danh tiếng của bà lên đến tột đỉnh vào thập niên 1950 và 1960, những tấm áp phích của Rukhshana đã được phân phối rộng rãi ở Kabul, và những bức ảnh của bà cũng xuất hiện trên vô số bìa lịch và tạp chí. Rukhshana có lượng người hâm mộ lớn hơn các ca sĩ khác vì bà nói được hai thứ tiếng và có thể tiếp cận một bộ phận dân cư lớn hơn trong xã hội Afghanistan. Nhạc phẩm của bà bao gồm các bài hát bằng cả tiếng mẹ đẻ là tiếng Pashto và tiếng Dari.
Về sau do Afghanistan lâm vào cảnh nội chiến tàn khốc giữa các phe phái nên Rukhshana buộc phải thoát thân bằng cách di cư sang Mỹ. Bà chọn sống thầm lặng tại Simi Valley cho đến khi qua đời vào ngày 20 tháng 12 năm 2020.